# 秋田真琴
秋田 真琴（あきた まこと、1986年3月2日 - ）は、東京都出身の女優。元フラーム所属。
富士見中学校・高等学校、立教大学文学部フランス文学科卒業。2005年のミス立教。同年のMiss of Miss Campus Queen Contestに出場しグランプリに輝く。

## 出演

### 映画
- Presents〜うに煎餅〜（2007年3月10日）
- ハナばあちゃん!!〜わたしのヤマのカミサマ〜（2011年）- 湊マヤ 役

### テレビドラマ
- 夜にも奇妙な物語 秋の特別編 「鏡子さん」（2006年、フジテレビ）- 明美 役
- たったひとつの恋　（2006年、日本テレビ）
- 福岡恋愛白書パート2『Happy Birthday』 （2007年、九州朝日放送）
- 女子アナ一直線! （2007年・テレビ東京） - 小野沢彩花 役
- 探偵学園Q （2007年・日本テレビ） - 植村はるか 役
- FILM FACTORY （2008年、テレビ東京、紺野まひる監督編）
- Tomorrow〜陽はまたのぼる〜 （2008年・TBS） - 三島千夏 役
- 刑事殺し（2008年） - 橋本祐子 役
- キャットストリート （2008年・NHK） - マドカ 役
- OLにっぽん（2008年10月-12月、日本テレビ） - 小川エリカ 役
- ブラッディマンデイ Season2　（2010年1月-3月、TBS） - 琢磨洋子 役
- 連続テレビ小説・ゲゲゲの女房（2010年4月、NHK） - 松代 役
- バラ色の聖戦（2011年9月-10月、テレビ朝日） - 星野麻美 役

### テレビ
- FJCampas（2006年・フジテレビ）
- 熱血!平成教育学院（2009年3月15日・フジテレビ）

### ラジオ
- 安住紳一郎の日曜天国（2006年1月29日・TBSラジオ）

### インターネット
- ミスキャン真琴の映画リポート（2006年4月21日 - ・MSN毎日インタラクティブ）
- 東京新聞ほっとWeb　東京体験レポート（2009年3月10日 - ・東京新聞）

### 雑誌
- B.L.T.（2007年7月24日・東京ニュース通信社）